# Hatsune Miku - Project Diva- F Mini Controller PS3

Mini controlador de PS3 para el juego Hatsune Miku Project DIVA F (2013).

Hatsune Miku - Project Diva- F Mini Controller for PS3 (初音ミク -Project DIVA- F 専用ミニコントローラ for PlayStation®3 en Japón) es una versión reducida y más cómoda del anterior controlador Hatsune Miku -Project Diva- F Controller for PS3. Esta versión sacada el 7 de marzo de 2013, ofrece una experiencia de estilo arcade para aquellos juegos de la saga Project DIVA a los que hicieron un port de su versión arcade a su versión de consola familiar, en este caso de la PlayStation3, en especial Hatsune Miku Project DIVA F. Vendido aparte del juego base, es un accesorio para los jugadores que buscan una experiencia más realista.
Desarrollada por Hori, (empresa japonesa conocida por adaptar estas mecánicas de juegos arcades a algo jugable en casa, como es el caso de su último controlador en forma de tambor para Taiko no Tatsujin, hasta ahora solo jugable en arcade) este controlador japonés está formado por una caja de plástico resistente que alberga ocho botones Hayabusa de 100 mm, dos pequeños joysticks, y su correspondiente cableado, para ofrecer la experiencia de máquina arcade desde casa. En su frente, cuenta con una pegatina de vinilo del personaje Hatsune Miku con uno de los botones propios de su saga, la estrella. Más tarde también se lanza una variación del controlador con los personajes Kagamine Rin y Len para Project DIVA F2nd. Ambos controladores salieron con una versión blanca y una negra, que cambiaba el color de la caja de plástico.

## Descripción técnica
El funcionamiento del controlador es simple. Existen tres formas de interacción con el juego, por un lado, hay dos tipos de botones, flechas y los símbolos que utiliza PlayStation en sus consolas, que al pertenecer la saga a SEGA, se utilizan los mismos. Ambos símbolos y flechas se utilizan para introducir comandos al ritmo de la música según se indica para conseguir una buena puntuación, sea individualmente, presionando dos iguales, o combinando varios a la vez. Además, también tenemos los joystick, que se utilizan para las estrellas y barras que aparecen en pantalla, los cuales se deben agitar rápidamente o aguantar hacia un lado. Estos joysticks son la adaptación que otorgaron a los mandos de PS3 y de este controlador en lugar de la barra táctil que existía en los arcades, ya que es costosa de desarrollar en masa.

Controlador de PS4 para el juego Hatsune Miku Project DIVA Future Tone DX (2020).

Esta forma de interacción ofrece un mayor feedback a la hora de presionar los botones a tiempo y a buen ritmo, y está diseñado tal como lo estaba el juego original. Además, el controlador permite cambiar los botones de lugar o convertirlo en uno de cuatro botones como son otros arcades de la saga más adelante, como Hatsune Miku Project DIVA Future Tone. Gracias a esto, en 2020 se desarrollarían los controladores para Hatsune Miku Project DIVA Future Tone DX para PS4 y Hatsune Miku Project DIVA MEGA39(Mega Mix) para Nintendo Switch, con solamente cuatro botones pero con la barra táctil para deslizar a cambio.

## Juegos
El controlador es compatible con los siguientes juegos de la saga Project DIVA.
| 2013 | Hatsune Miku: Project DIVA F (PS3)        |
| 2014 | Hatsune Miku: Project DIVA F 2nd          |
| 2016 | Hatsune Miku: Project DIVA X              |
| 2016 | Hatsune Miku: Project DIVA Future Tone    |
| 2017 | Hatsune Miku: Project DIVA Future Tone DX |